# مارشال برانت
مارشال برانت (بالإنجليزية: Marshall Brant)‏ هو لاعب كرة قاعدة أمريكي، ولد في 17 سبتمبر 1955 في مقاطعة هومبولت في الولايات المتحدة.

## وصلات خارجية
- مارشال برانت على موقع الدوري الياباني لكرة القاعدة (الإنجليزية)
- مارشال برانت على موقعبيزبول رفرنس.كوم (الدوري الرئيسي) (الإنجليزية)
- مارشال برانت على موقعبيزبول رفرنس.كوم (الدوري الثانوي) (الإنجليزية)
- مارشال برانت على موقع إي إس بي إن.كوم (أم.أل.بي) (الإنجليزية)
- مارشال برانت على موقع مشجعي الرسوم البيانية (الإنجليزية)